# حناشة
حبب الينا بلدية حناشة تابعة إداريا لدائرة وامري ولاية المدية بالجزائر.

## أصل التسمية
سميت المنطقة منذ القديم قبل الاستعمار الفرنسي بهذا الاسم حناشة نسبة إلى الولي الصالح سيدي الحناشي، وهناك من يقول أن أصل التسمية يعود إلى الجد الأكبر لحناشة والذي اسمه «حنيش» حيث يسمون بأولاد حنيش، ولا تزال إلى يومنا هذا منطقة في حناشة تسمى بأولاد حنيش، وهناك أساطير إن لم تكن من الواقع أن أصل التسمية هو [ الحنانشة ] نسبة لقبيلة الحنانشة في سوق أهراس وتقول الرواية أنهم ابناء العمومة حيث يقال أن سكان المنطقة فلاحين ورعاة لايحبون الظلم ولا الكبر وسميت بالحنانشة وأصبح الاسم بعد حناشة.
 
ويطلق عليها أيضا اسم «حناشة أربعين والي» نسبة لعدد المشايخ الذين استقر بهم الوضع بالمنطقة لتعليم القران وأصوله فمنهم من المغرب الأقصى ومن الشرق والجنوب الجزائري ويقال أيضا أن زاوية سيدي الحناشي كان يتخرج منها بمتوسط أربعين طالب في كل سنة.

## المقر
تبعد عن مقر الولاية ب27 كلم وتقع في الجهة الغربية للولاية حدودها من الشمال دائرة وامري وبلدية حربيل ومن الجنوب والغرب بلدية وادي الشرفاء (ولاية عين الدفلى) ومن الشرق بلدية بوعيشون تتربع على مساحة إجمالية قدرها 54 كلم2 تتكون من عشرات الفرق أو التجمعات المنتشرة عبر إقليم البلدية منها أم المصابيح ، اولاد يحي ، القناجرية، الصوابنية، الحجاج، اولاد بوزيان، الروابح، اولاد علي بوعلام، الكدادسة، ، الحنابلية، المعايزية، البرايكية، الطرش، المصاطفية، العبابسة، المهادة، الشروعة، الشرارطة، الحضر، التكارنة، اولاد حنيش، سيدي الحناشي، ڨوشڨالة، المحامدية.

## ما تختزنه البلدية
من أهم هذي المجمعات السكنية سيدي الحناشي الذي تقام به وعدة سيدي الحناشي المعروفة، ومدينة أم المصابيح هو يعد عاصمة البلدية ويضم مقرات البلدية والبريد والدرك والمركز الصحي المسجد الابتدائية و المتوسطة و الثانوية مركب رياضي و دار الشباب مكتبة البلدية محلات الرئيس ومعظم محلات التجارية للبلدية، اما منطقة المحامدية التي تمتاز بموقعها الجغرافي الخلاب والمحاذي لسد غريب حيث تكمن السياحة بنسبة 80 بالمئة في فصل الربيع و جزيرة سيدي المهدي بوسط سد غريب وادي الملح و وادي بوسكين من أكثر المناطق جمالا بحناشة. عدد سكانها يقدر ب حوالي 6800 نسمة يتمركز جلهم في مركز البلدية، تغلب الشريحة الشبابية فيها بنسبة 80% ومن بين المشاريع ببلدية حناشة محطة توزيع المياه ADE إلى كل من البرواقية وولاية المدية ومحطة لتوزيع الكهرباءالموجودة كذلك بالمحامدية محاجر إنتاج للحصة ب المعايزية و الشروعة يقطعها الطريق الوطني رقم 62 و الطريق السريع الاجتنابي شرق غرب.
وبها مساحات شاسعة للفلاحة كانتاج البطاطا والحبوب بمناطق { المقدم } و { البطمة} و { الصوابنية السفلى } والمناطق المحاذية لوادي حربيل ووادي الشلف.ومنابع مياه عديدة منها عين الجاج وعين الحاج وعين أم الكريمة وعين الصفيصي وعين ڨتلتة الخماس وعين الوصيف... .ترك سكانها غرس الاشجار والفلاحة والرعي بشكل ملحوظ حيث لايصل عدد رؤوس الاغنام 6000 رأس والابقار 500 رأس أما الماعز فلا تفوق 200 رأس أما الاشجار مثل اللوز والزيتون والعنب والتين و... فلم يغرس شيء منها منذ العشرية ليومنا هذا.

## التنمية والاستثمار
غابت التنمية منذ سنوات الراحل بومدين إلا في هذه الاعوام الاخيرة هناك تطور وهو نلحوظ مقارنة ببلديات مجاورة رغم الميزانية ومداخيل مياه سد غريب ومداخيل الأراضي الفلاحية الشاسعة التابعة للبلدية ومحطة توليد الكهرباء. ويوجد بها ثلاث مدارس ابتدائية مع التوسعة المشهودة مؤخرا ببناء ابتدائية جديدة في مجمع الشهيد بوزيان صحراوي لفك الاكتظاظ الذي وصل لعدد 45 تلميذ في القسم أما المتوسطة الوحيدة الصغيرة التي بها عشرة أقسام ومخبرين لايسعان لعشرة تلاميذ اما اكتظاظ الاقسام وصل لحد اربعين تلميذ وقاعة رياضة صغيرة، وستة حافلات نقل مدرسي اثنين يعملان بالتناوب الاسبوعي حتى الشهري للاعطال المتكررة، اما الغاز بالبلدية فقد استفادت مؤخرا البلدية بتغطية 100% بغاز المدينة ووجود محلين لبيع قارورات الغاز بكمية 200 قارورة لكل محل ، أما السكن فلم تستفد البلدية من حصص السكن الاجتماعي منذ سنة2007 لعدم وجود العقار داخل المحيط العمر اني البلدية ، والاعانات الريفية فهي السيغة السكنية الوحيدة المتوفرة فيها رغم كثرة الطلب و قلة الحصص الممنوحة من الولاية ، ويوجد مقلعين للحجر ذو نوعية جيدة بمستثمرين يعبرها الطريق الوطني رقم 62 و الطريق السريع الاجتنابي شرق غرب الذي فك العزلة نوعا ما كما استفادت البلدية مؤخرا من مشروع انجاز ثانوية جديدة 600/900.